# Stemma della Prussia

Lo Stato della Prussia si sviluppò dallo Stato dell'Ordine Teutonico. La bandiera originaria dei cavalieri teutonici era contraddistinta da una croce nera su sfondo bianco.
L'Imperatore Federico II di Svevia nel 1229 garantì a loro il diritto di utilizzare l'aquila imperiale del Sacro Romano Impero. Questo animale araldico, propriamente mutato nell'"aquila prussiana" rimase lo stemma dei successivi stati della Prussia sino al 1947.

## Prussia tardomedievale e moderna

Stemma con l'aquila imperiale del gran maestro dell'Ordine Teutonico (1410)
Stemma della Prussia dopo il 1450, dal 1772 stemma della Prussia occidentale
Ducato di Prussia 1525-1633
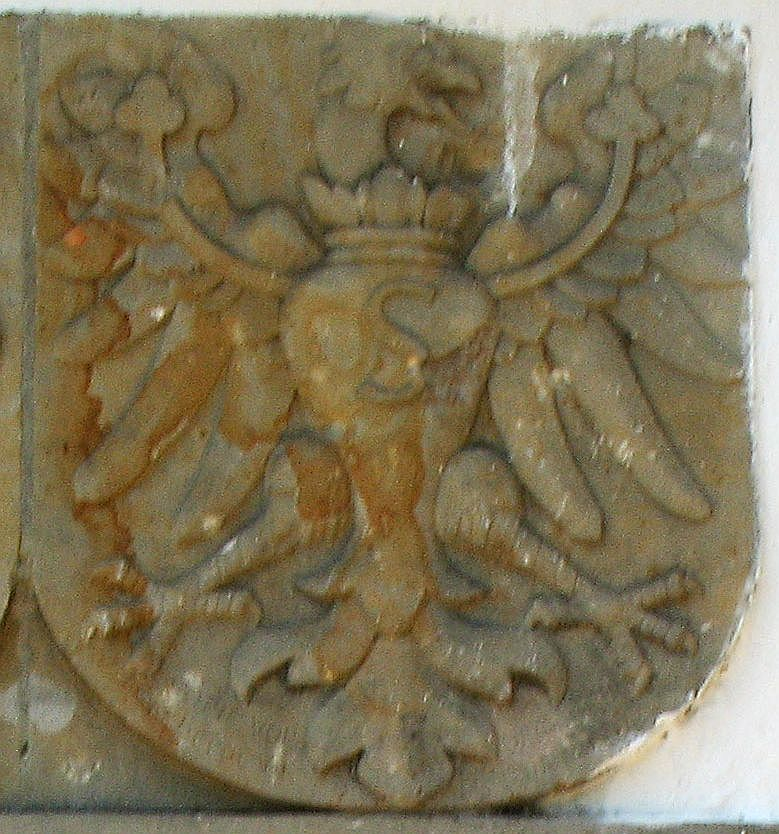
Stemma del Ducato di Prussia dal 1545

## Regno di Prussia

Piccolo stemma del Principe Elettore di Brandeburgo nel 1686
Stemma prussiano del 1702
Stemma reale prussiano intagliato risalente al 1709

Il 27 gennaio 1701 il re Federico I di Prussia, da poco asceso al trono, mutò il proprio stemma da principe-elettore di Brandeburgo. L'antico stemma degli elettori del Brandeburgo rappresentava un'aquila rossa su sfondo bianco, mentre egli propose ora un'aquila nera su sfondo bianco con sul petto le cifre "FR" (Fredericus Rex), ponendo questo nuovo stemma al centro del grande scudo araldico di Brandeburgo al posto dello scettro elettorale. Tutti gli elmi presenti nella composizione, inoltre, vennero sormontati da una corona reale.
I selvaggi (figure della mitologia celtica e germanica che rappresentano il "Signore degli Animali" e l'"Uomo verde") vennero affiancati allo stemma di Prussia, probabilmente derivati dallo stemma di Pomerania o Danimarca. Essi si trovano anche come supporti negli stemmi del Brunswick, della città di Königsberg e dei villaggi olandesi di Anloo, Beilen, Bergen op Zoom, Groede, Havelte, 's-Hertogenbosch, Oosterhesselen, Sleen, Sneek, Vries e Zuidwolde.
Un selvaggio ed una selvaggia si trovavano anche affiancati allo scudo del principato di Schwarzburg in Turingia e nello stemma della città di Anversa dall'inizio del XVI secolo. Due selvaggi ed una selvaggia erano inclusi nel sigillo di Bergen op Zoom dal 1365.
Un decreto dell'11 febbraio 1791 pose una sola corona sullo stemma prussiano, quella reale. Il re ordinò anche che essa fosse posta alla sommittà di un padiglione sul modello degli stemmi francese e danese.
Quando Guglielmo, principe di Orange e re di Gran Bretagna morì il 19 marzo 1702, il re ordinò che lo stemma del Principato di Orange fosse incluso nel grande stemma prussiano. Questo fatto fu dovuto essenzialmente al supporto che egli intendeva recare alla sua tesi per l'annessione del principato, discendenza che egli derivava per via di sua madre. Contemporaneamente il principato era conteso anche dagli Orange-Nassau.
Nel 1708 Federico I annunciò che avrebbe posto i quarti dei duchi di Meclemburgo nello stemma prussiano per ribadire i propri diritti sui ducati di Meclemburgo-Schwerin e Meclemburgo-Strelitz nel caso in cui le due linee feudali si fossero estinte. Anche se il Meclemburgo-Strelitz protestò, l'imperatore Giuseppe I concesse questo permesso a federico nell'ottobre del 1712.
Attorno allo scudo, con 36 quarti (tra cui Veere-Vlissingen e Breda), apparivano le insegne dell'Ordine dell'Aquila Nera con un elmo coronato in cima. I selvaggi usati come tenenti vennero migliorati con l'aggiunta di bandiere e stendardi che questi tenevano fra le mani e, sull'esempio francese, anche la prussia corresse il proprio padiglione aggiungendovi l'orifiamma. Nel piedistallo sottostante si poteva leggere il motto del regno: Gott mit uns ("Dio con noi").
Già durante il regno di Federico I si erano notate notevoli differenze tra la rappresentazione "gotica" dell'aquila prussiana nello stemma e quella più naturale presente su alcune monete del periodo oltre che negli stendardi militari.

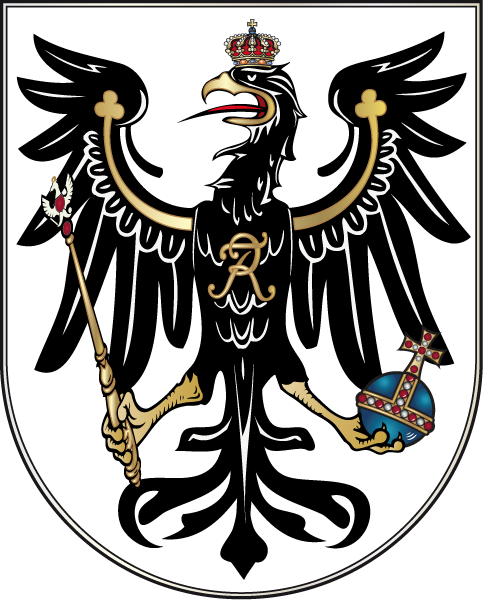
Stemma del Regno di Prussia
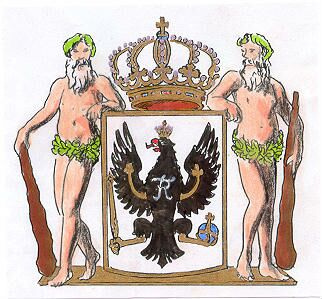
Piccole armi del 1790
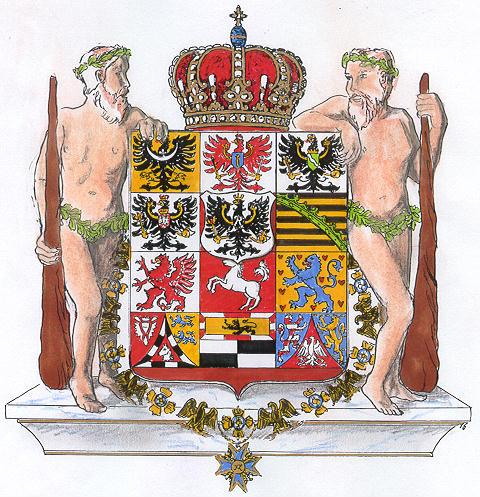
Medie armi del 1873
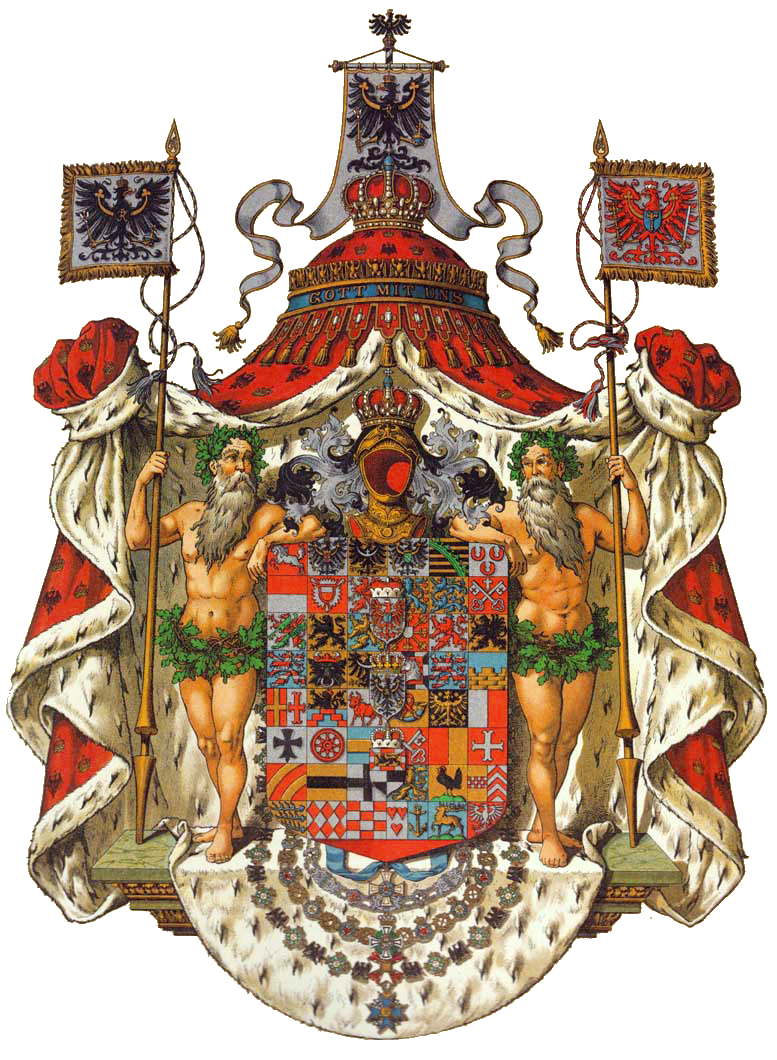
Grand'arme di Prussia, c. 1873
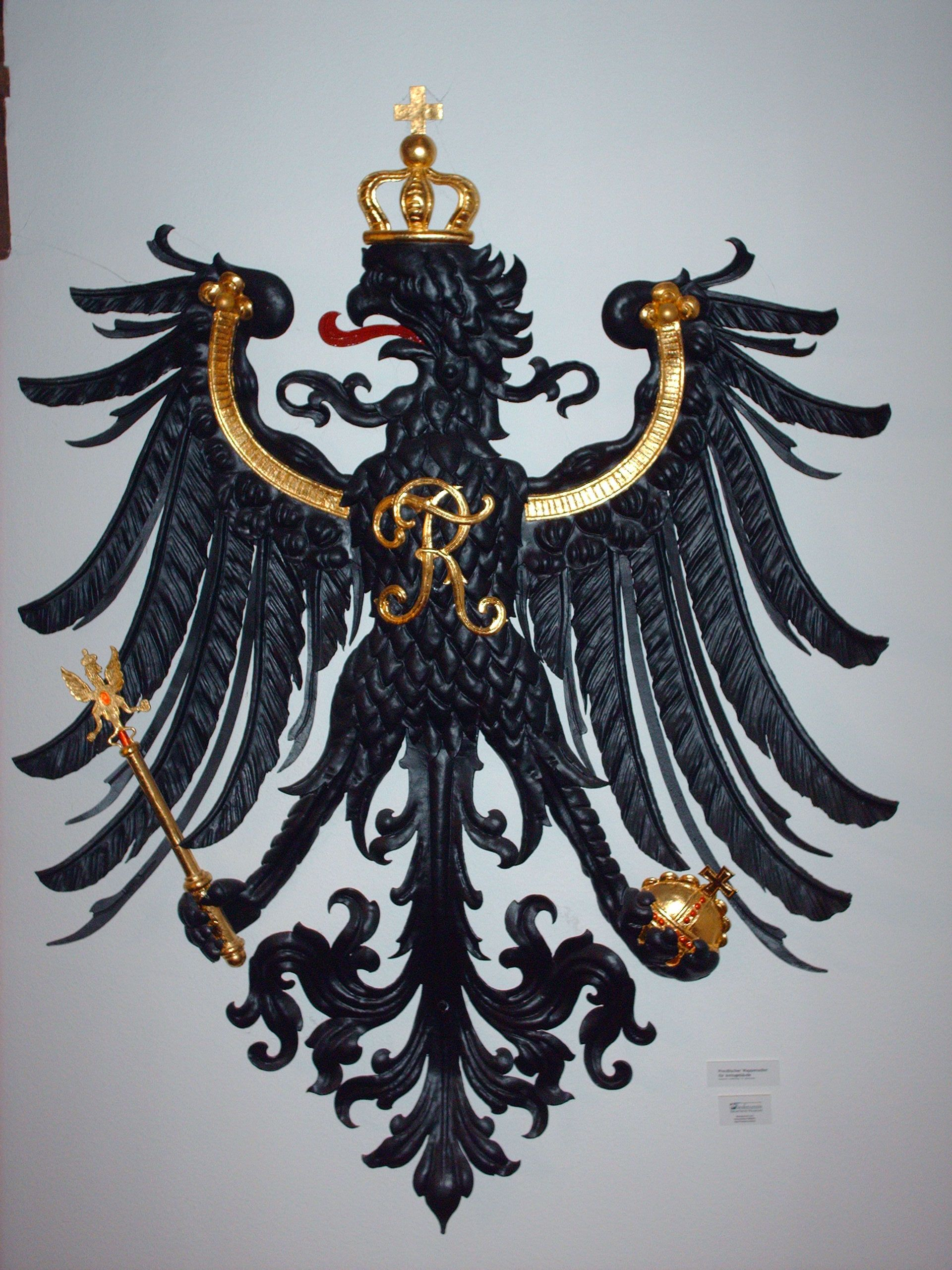
Stemma della Prussia nel 1815

Federico Guglielmo I seguì il padre al trono il 25 febbraio 1713. Secondo l'armerista tedesco Ströhl fu lui a concedere che sullo stemma lo scettro ed il globo venissero posti nelle zampe dell'aquila prussiana. Egli continuò a detenere lo stemma degli Orange anche se il principato era ormai formalmente parte della Francia, aggiungendovi anche gli stemmi di Veere e Vilissingen dal 29 luglio 1732. Il re aggiunse anche lo stemma della Frisia orientale, in base alle pretese che egli vantava su quei territori in caso di estinzione della casata regnante.
Federico II divenne re il 31 maggio 1740. Egli portò ben presto in pretesa il possesso del ducato di Slesia dopo la morte dell'imperatore Carlo VI e dichiarò guerra alla figlia di quest'ultimo e sua erede, Maria Teresa d'Asburgo, dando inizio alle Guerre di Slesia.
Federico II venne seguito al trono da suo nipote, Federico Guglielmo II il 17 agosto 1786. Federico Guglielmo II ereditò dai rami della Franconia della sua famiglia i principati di Ansbach e Bayreuth nel 1791, ma per ragioni di economia lo stemma ufficiale del regno rimase invariato.
Federico Guglielmo III di Prussia ascese al trono il 16 novembre 1797 e cambiò lo stemma reale il 3 luglio 1804. La riorganizzazione della Germania sotto Napoleone Bonaparte rese queste alterazioni ancora più necessarie. Venne pertanto creato un nuovo scudo ufficiale per la Slesia, oltre all'aggiunta del collare attorno allo stemma dell'Ordine della Aquila Rossa.
Dopo la caduta di Napoleone, la Prussia ottenne numerosi territori dalle province del Reno e della Sassonia. Il 9 gennaio 1817 venne pertanto predisposto un nuovo stemma, che fece giungere i quarti a 48, inclusa l'aquila rossa del Brandeburgo al posto dello scettro da principe-elettore, il burgraviato di Norimberga (poi ceduto alla Baviera) ed il territorio della casata degli Hohenzollern.
Vennero anche a crearsi le cosiddette "medie armi": uno scudo con quattro partizioni e dieci quarti per le province di Slesia, Renania, Posnania, Sassonia, Pomerania, Magdeburgo, Jülich-Kleve-Berg e Vestfalia. Il tutto era circondato dall'Ordine dell'Aquila Nera e da due selvaggi armati di clava.
Il 7 dicembre 1849, le linee sveve degli Hohenzollern-Sigmaringen e degli Hohenzollern-Hechingen vennero annesse da Federico Guglielmo IV di Prussia, che era succeduto a suo padre il 7 luglio 1840.
Federico Guglielmo IV venne succeduto da suo fratello Guglielmo I dal 2 gennaio 1861. Egli cambiò lo stemma nazionale l'11 gennaio 1864 combinando gli stemmi di Norimberga e Hohenzollern- Dopo la Seconda guerra dello Schleswig del 1864 e la Guerra austro-prussiana del 1866, la Prussia annetté lo Schleswig, l'Holstein, l'Hannover, l'Assia-Kassel, il Nassau. Re Guglielmo I di Prussia divenne imperatore di Germania col nome di Guglielmo I il 18 gennaio 1871 durante l'unificazione della Germania. Il Regno di Prussia divenne lo Stato predominante del nuovo impero.
Guglielmo I decretò l'uso di un nuovo stemma il 16 agosto 1873. Il numero dei quarti venne portato nuovamente a 48 e vennero aggiunti anche i collari dell'Ordine di Hohenzollern e dell'Ordine della Corona di Prussia. Il motto venne posto sulla cupola del padiglione.
Le medie armi del 1873 mostrano ancora più chiaramente a tal proposito l'aggiunta degli stemmi di Schleswig-Holstein, Hannover ed Assia-Kassel e la rimozione del Magdeburgo e del Cleves-Jülich-Berg.

Stemma del Regno di Prussia (1871-1914), durante l'era di Guglielmo II
Stemma del Libero Stato di Prussia mentre era parte della Repubblica di Weimar (1918-33)
Stemma del Libero Stato di Prussia dopo l'ascesa del nazismo nel 1933

## Libero Stato di Prussia
Con la caduta della casata degli Hohenzollern nel 1918, il Regno di Prussia venne succeduto dal Libero Stato di Prussia, compreso nella Repubblica di Weimar; il nuovo stemma prussiano riportava una singola aquila nera. Mentre si trovava parte della Germania nazista, il Libero Stato di Prussia adottò un'aquila nera con in petto una svastica e la frase Gott mit uns dal 1933. La Reichsstatthaltergesetz del 1935 privò il governo prussiano di ogni suo potere effettivo, e lo Stato venne definitivamente dissolto nel 1947.